# Symmolpis
Symmolpis là một chi bướm đêm thuộc họ Erebidae.